# Zambezia (Film)
Zambezia ist der erste computeranimierte Film aus der Republik Südafrika von den Firmen Triggerfish Animation, Cinema Management Group, Splendid Film/WVG und Zambia Film, welcher im Jahr 2012 veröffentlicht wurde.

## Handlung
Der Film handelt von einem jungen Wanderfalken namens Kai, der zusammen mit seinem Vater im Ostafrikanischen Grabenbruch, hier Katungo genannt, lebt. Kai empfindet sein Leben dort als langweilig und möchte mehr erleben.
Als eines Tages ein Sattelstorch namens Gogo hier abstürzt, ergreift er seine Chance, die Welt außerhalb seiner Heimat kennenzulernen. Von Gogo erfährt er von den Hurricanes, einer Gruppe der besten Flieger, die in der mysteriösen Vogelstadt Zambezia leben, und er möchte ein Teil von ihnen werden. Zusammen mit seinen Freunden macht er sich auf den Weg, um seinen Traum zu verwirklichen. Sein Vater ist zwar dagegen, lässt ihn aber ziehen, damit er seinen Platz im Leben findet. Doch auf der Suche nach Kai stößt er auf den Weißkehlwaran Budzo, von dem er gefangen genommen wird.
Als das komplette Komplott der Marabus aufgedeckt wird, die zusammen mit dem Waran Budzo die Webervögel verschleppt haben, muss Kai beweisen, dass er nicht nur Mitglied der Hurricanes ist, sondern auch zur großen Vogelfamilie Zambezias gehört, die es nur gemeinsam schaffen kann, Budzos Plan zu vereiteln und Zambezia zu retten.

## Synchronisation
Die deutsche Synchronisation übernahm die Firma Splendid Synchron GmbH aus Berlin, wobei Gerrit Schmidt-Foß für Dialogbuch und Dialogregie verantwortlich war.
| Rolle                                                              | Originalsprecher     | Deutscher Sprecher           |
| ------------------------------------------------------------------ | -------------------- | ---------------------------- |
| Grüntaube: Mushana                                                 | Deep Roy             | Dieter Tappert (Paul Panzer) |
| Nachtschwalbe: Ezee, Freund von Kai                                | Jamal Mixon          | Kaya Yanar                   |
| Sattelstorch: Gogo                                                 | Jenifer Lewis        | Regina Lemnitz               |
| Marabu: Morton                                                     | David Shaughnessy    | Michael Pan                  |
| Marabu: Cecil                                                      | Richard E. Grant     | Lutz Mackensy                |
| Weißkehlwaran: Budzo                                               | Jim Cummings         | Tilo Schmitz                 |
| weiblicher Webervogel: Tini                                        | Tania Gunadi         | Luisa Wietzorek              |
| junger, weiblicher Australienaar: Zoe                              | Abigail Breslin      | Marie Christin Morgenstern   |
| junger, männlicher Wanderfalke: Kai                                | Jeremy Suarez        | Yoshij Grimm                 |
| männlicher Wanderfalke: Tendai, Vater von Kai                      | Samuel Leroy Jackson | Engelbert von Nordhausen     |
| alter, männlicher Bartgeier, Anführer der Hurricanes: Ajax         | Jeff Goldblum        | Thomas Nero Wolff            |
| alter, männlicher Weißkopfseeadler, Anführer von Zambezia: Sekhuru | Leonard Nimoy        | Klaus Sonnenschein           |

## Produktion und Veröffentlichung
Die Gesamtkosten der Produktion für den Film betrugen ca. 20 Millionen US-Dollar.
In die deutschen Kinos kam der Film am 30. August 2012. Der DVD-Start erfolgte am 22. März 2013. Weitere Veröffentlichungen liefen in Frankreich, Großbritannien, den USA, Australien, Argentinien und anderen Ländern in den Jahren 2012 und 2013. Der Film war 2013 in den Kategorien Musik und Sprecher für die Annie Awards nominiert.

## Rezeption
„3D-Animationsfilm aus Südafrika, der mit rasanten Kamerafahrten den Reiz der Dreidimensionalität attraktiv zur Geltung bringt. Erzählerisch orientiert er sich allerdings sehr am gängigen US-Mainstream, was die Originalität der Geschichte erheblich minimiert.“